# أمغا
أمغا، ((بالروسية: Амга́)‏)، مركز إداري وقرية تقع في مقاطعة أمغينسكي، في ياقوتيا في روسيا
 وتقع على ضفاف نهر أمغا. بلغ عدد سكانها حوالي 6533 نسمة حسب إحصاء عام 2010.

## المناخ
يظهر الجدول التالي التغييرات المناخية على مدار السنة لأمغا:
| البيانات المناخية لـأمغا          | البيانات المناخية لـأمغا | البيانات المناخية لـأمغا | البيانات المناخية لـأمغا | البيانات المناخية لـأمغا | البيانات المناخية لـأمغا | البيانات المناخية لـأمغا | البيانات المناخية لـأمغا | البيانات المناخية لـأمغا | البيانات المناخية لـأمغا | البيانات المناخية لـأمغا | البيانات المناخية لـأمغا | البيانات المناخية لـأمغا | البيانات المناخية لـأمغا |
| الشهر                             | يناير                    | فبراير                   | مارس                     | أبريل                    | مايو                     | يونيو                    | يوليو                    | أغسطس                    | سبتمبر                   | أكتوبر                   | نوفمبر                   | ديسمبر                   | المعدل السنوي            |
| --------------------------------- | ------------------------ | ------------------------ | ------------------------ | ------------------------ | ------------------------ | ------------------------ | ------------------------ | ------------------------ | ------------------------ | ------------------------ | ------------------------ | ------------------------ | ------------------------ |
| الدرجة القصوى °م (°ف)             | −10.0 (14.0)             | −4.4 (24.1)              | 12.0 (53.6)              | 17.6 (63.7)              | 32.0 (89.6)              | 35.2 (95.4)              | 38.2 (100.8)             | 35.0 (95.0)              | 31.1 (88.0)              | 16.0 (60.8)              | 2.0 (35.6)               | −2.8 (27.0)              | 38.2 (100.8)             |
| متوسط درجة الحرارة الكبرى °م (°ف) | −35.6 (−32.1)            | −30.6 (−23.1)            | −13.3 (8.1)              | 1.4 (34.5)               | 13.1 (55.6)              | 22.3 (72.1)              | 25.0 (77.0)              | 21.6 (70.9)              | 11.6 (52.9)              | −4.1 (24.6)              | −23.6 (−10.5)            | −34.0 (−29.2)            | −1.9 (28.6)              |
| المتوسط اليومي °م (°ف)            | −39.4 (−38.9)            | −36.2 (−33.2)            | −22.7 (−8.9)             | −6.3 (20.7)              | 7.0 (44.6)               | 15.4 (59.7)              | 18.2 (64.8)              | 14.5 (58.1)              | 5.4 (41.7)               | −9.0 (15.8)              | −28.2 (−18.8)            | −37.9 (−36.2)            | −8.1 (17.4)              |
| متوسط درجة الحرارة الصغرى °م (°ف) | −44.5 (−48.1)            | −42.9 (−45.2)            | −33.0 (−27.4)            | −15.9 (3.4)              | −1.1 (30.0)              | 6.4 (43.5)               | 9.6 (49.3)               | 6.4 (43.5)               | −1.4 (29.5)              | −15.4 (4.3)              | −34.2 (−29.6)            | −43.0 (−45.4)            | −15.8 (3.6)              |
| أدنى درجة حرارة °م (°ف)           | −60.0 (−76.0)            | −60.0 (−76.0)            | −52.2 (−62.0)            | −42.2 (−44.0)            | −15.0 (5.0)              | −5.7 (21.7)              | −6.0 (21.2)              | −8.1 (17.4)              | −18.4 (−1.1)             | −42.6 (−44.7)            | −57.2 (−71.0)            | −58.9 (−74.0)            | −60.0 (−76.0)            |
| الهطول مم (إنش)                   | 8.7 (0.34)               | 8.8 (0.35)               | 19.2 (0.76)              | 15.4 (0.61)              | 38.9 (1.53)              | 45.7 (1.80)              | 54.1 (2.13)              | 51.4 (2.02)              | 42.9 (1.69)              | 42.3 (1.67)              | 16.9 (0.67)              | 8.8 (0.35)               | 353.1 (13.90)            |
| متوسط أيام هطول الأمطار           | 17.1                     | 14.1                     | 10.5                     | 7.4                      | 10.0                     | 8.5                      | 8.0                      | 9.0                      | 11.5                     | 18.6                     | 21.3                     | 16.7                     | 152.7                    |
| المصدر:                           |                          |                          |                          |                          |                          |                          |                          |                          |                          |                          |                          |                          |                          |